# 조경아 (성우)
조경아(1983년  ~ )는 대한민국의 성우이다. 2012년 KBS 37기로 입사했으며 한국방송 성우극회 소속.

## 출연

### 외화 더빙
- 닥터후 시즌 9(KBS) - 젠(나오미 애키)
- 디셉션(KBS) - 조앤(제스 웨익슬러)
- 미션 임파서블: 로그네이션(KBS) - 영국 총리의 아내(조지나 레드헤드) / 경매인(케이티 패틴슨)
- 삼총사 시즌2(KBS) - 잔느(린지 코커)

### 다큐 더빙
- 동물의 세계
- 동물의 왕국
- 룰러바이
- 가르 드 노르
- 더 앵그리스트 맨 인 브루클린
- 아웃 오브 더 퍼니스

### 애니메이션
- 인앱 (KBS) - 유저, 번역앱맨
- 토이캅 (KBS 2TV) - 토토

### 드라마 CD, 애니메이션 영화, 게임
- 스타크래프트 2 - 로하나
- 유랑화사
- 아메리칸 유령잭 - 마고은
- 모바일 액션 게임 Exceed
- 랑가쥬(ACO) - 기린
- 주먹왕 랄프 2: 인터넷 속으로 - 예쓰

### 라디오
- 퀴즈가 좋다
- 시사퀴즈왕
- 생방송 일요일 오후입니다
- 경제나침반
- 건강 365' 건강뉴스
- 김범수의 가요광장
- 경제포커스
- 오늘의 신문 1부
- 문화읽기
- 책 읽는 밤
- 라디오 독서실
- 라디오 극장
- 우리의 아침, 조경아입니다

### 내레이션
- 시사기획창
- EBS 다큐프라임
- 컬러풀 지구촌
- 소치에서 평창의 희망을 본다
- 벼랑끝의 아이들 (JTBC)
- 3시 상황실, 사건반장
- 우리말 겨루기 (임시)